# Spiegellogikum
Spiegellogikum (span. Originaltitel La conjura del espejo, dt. Die Beschwörung des Spiegels) ist eine phantastische Erzählung des Autors Juan Llorenço Barabair, die Anfang der 1930er Jahre in der argentinischen Literaturzeitschrift Sur erschien und in der Originalfassung als verschollen gilt.

## Inhalt
Aufgrund einer Verwechslung gelangt der Schriftsteller Adolfo Ocampo in die argentinische Stadt Resistencia und muss dort 24 Stunden verbringen, bevor er die Stadt wieder verlassen kann. Ocampo betrachtet diesen ungewollten Aufenthalt als Möglichkeit kurzzeitig aus seinem eigenen Leben auszubrechen und einen Tag als eine seiner Romanfiguren zu leben, als der Schriftsteller Carlos Gonzáles. Er bezieht ein Zimmer in einem Hotel und die Begegnungen mit einem Obdachlosen, sieben Frauen, die eine Hochzeit besuchen, sowie einem Hotelgast, der ebenfalls den Namen Carlos Gonzáles trägt, bilden den Inhalt der Erzählung.

## Hintergrund
Die Erzählung La conjura del espejo gilt im Original als verschollen und seine Existenz erschließt sich nur noch aus Sekundärüberlieferungen. Hierzu zählt insbesondere eine deutsche Übersetzung des Textes aus dem Jahr 1978, die unter dem Titel Spiegellogikum in einer mittlerweile ebenfalls vergriffenen Ausgabe der Zeitschrift Andromeda Nachrichten abgedruckt war. Das letzte bekannte Exemplar dieser Ausgabe befand sich bis 1993 im Bestand der Phantastischen Bibliothek Wetzlar, der weltweit größten öffentlichen Bibliothek für Phantastik, ging jedoch vermutlich während der Renovierung im Jahr 1993 verloren. In der Ausgabe wurde darauf verwiesen, dass es sich bei Spiegellogikum um eine Überarbeitung der ersten deutschen Übersetzung aus dem Jahr 1932 – damals unter dem Titel Die Verschwörung [sic] des Spiegels von Juan Lucas [sic] Barabair – handele, ein Text, der mutmaßlich im Zuge der Bücherverbrennung 1933 vernichtet worden sei. Es gilt zudem als umstritten, wer hinter dem Namen Juan Llorenço Baraibar steckt, da bis auf diese Erzählung nichts über den Autor bekannt ist. In Fachkreisen wird jedoch vermutet, dass es sich dabei um ein frühes Pseudonym des argentinischen Schriftstellers Jorge Luis Borges handelt. Dieser veröffentlichte seit den 1940er Jahren unter den Pseudonymen B. Suarez Lynch und H. Bustos Domecq Werke, die in Zusammenarbeit mit Adolfo Bioy Casares entstanden. Die übereinstimmenden Initialen von Baraibar und Borges sowie Inhalt und Stil der Erzählung, die eine für Borges charakteristische Fußnote zu imaginären Büchern darstellt, werden als Indizien für diese Vermutung angeführt. Zudem war Borges einer der zentralen Autoren der von Victoria Ocampo und ihrer Schwester Silvina in Buenos Aires gegründeten Zeitschrift Sur, die sich zwischen 1931 und 1970 dem kulturellen Austausch zwischen Lateinamerika und Europa widmete und bis 1992 die lateinamerikanische Geistesgeschichte wesentlich prägen sollte. In Berichten über die verschollene Nullnummer dieser Zeitschrift finden die Erzählung und der Name Juan Llorenço Baraibar Erwähnung. Sollte sich diese Vermutung als wahr erweisen, wäre Spiegellogikum der frühen Schaffensphase Borges’, nach seinen ersten Gedicht- und Essay-Veröffentlichungen der späten 1920er Jahre und der Kurzgeschichtensammlung Historia universal de la infamia (dt. Universalgeschichte der Niedertracht) aus dem Jahr 1935, zuzuordnen.

## Rezeption und Wirkung
Im 20. Jahrhundert fügt sich Spiegellogikum in eine ganze Reihe von Erzählungen ein, die literarische Autor- und Schöpferschaft durch Fiktionalisierung und eine Hinwendung zum Surrealen, Phantastischen oder Grotesken reflektieren oder parodieren. Als Beispiele können hier Michael Endes Der Korridor des Borromeo Colmi, das im Untertitel als eine Hommage an Jorge Luis Borges ausgezeichnet ist, und Michael Siefeners fiktionale Autoren-Autobiographie Albert Duncal genannt werden. Insbesondere bei Michael Siefener ist aufgrund seiner Nebentätigkeit als Fanzine-Herausgeber (z. B. Deadalos) und der damit verbundenen Nähe zum deutschen Phantastik-Fandom eine Kenntnis der deutschsprachigen Ausgabe von 1978 nicht völlig auszuschließen.
In Die Beschwörung des Spiegels des deutschsprachigen Autors Martin Böhnert ist ein expliziter Verweis auf Spiegellogikum zu finden. Diese Geschichte ist als Mittelfragment eines kafkaesken Romans konzipiert und stellt zu großen Teilen eine Collage literarischer Zitate dar. Sie handelt davon, wie die Autoren-Hauptfigur Felix Woitkowski über Spiegellogikum sinniert, unmittelbar bevor sie auf ihren Doppelgänger trifft und sich ab dann in einer Welt wiederfindet, die formal und inhaltlich wiederum an ihre eigenen Geschichten (darunter: Membran, Anhörung in der Sache Herr Arthur Turkur) erinnert.
Eine Wiederveröffentlichung des Textes in deutscher Sprache wurde 2019 vom Phantastik-Verlag Edition Murr als E-Book angekündigt.